# Пескьера, Стефано
Стефано Пескьера (исп. Stefano Peschiera; 16 января 1995, Лима) — перуанский яхтсмен, выступающий в классе гоночных яхт «Лазер», призёр Олимпийских игр.

## Биография
Принимает участие в различных крупных турнирах по парусному спорту. Участник трех Олимпиад. Если на играх в Рио-де-Жанейро и в Токио Пескьера был далеко от призовых мест, то в 2024 году в Париже ему удалось завоевать бронзу. Эта медаль стала для Перу первой за 32 года. В последний раз спортсмены этой страны попадали в призы на играх в 1992 году в Барселоне.

## Выступления на Олимпийских играх
| Игры                | Дисциплина | Место |
| ------------------- | ---------- | ----- |
| Рио-де-Жанейро 2016 | Лазер      | 31    |
| Токио 2020          | Лазер      | 25    |
| Париж 2024          | ILCA 7     | 3     |